# جسیکا هال
جسیکا هال (انگلیسی: Jessica Hull؛ زادهٔ ۲۲ اکتبر ۱۹۹۶) دونده زن دو نیمه‌استقامت اهل استرالیا است.